# توم غولبراندسن
توم غولبراندسن (بالنرويجية البوكمول: Tom Gulbrandsen)‏ هو لاعب كرة قدم نرويجي في مركز الوسط، ولد في 5 مايو 1964. شارك مع منتخب النرويج تحت 21 سنة لكرة القدم ومنتخب النرويج لكرة القدم. أما مع النوادي، فقد لعب مع نادي رييد ونادي ليلستروم ونادي ميوندالن.

## وصلات خارجية
- توم غولبراندسن على موقع اتحاد النرويج (النرويجية)
- توم غولبراندسن على موقع قاعدة بيانات كرة القدم.إي يو (الإنجليزية)
- توم غولبراندسن على موقع ناشيونال فوتبول تيمز (الإنجليزية)